# Bidzina Kwernadze
Bidzina Kwernadze (gruz. ბიძინა კვერნაძე; ur. 29 lipca 1928 w Sighnaghi w Kachetii, w Gruzji, zm. 8 lipca 2010 w Tbilisi) – gruziński kompozytor, profesor kompozycji.
Absolwent konserwatorium w Tbilisi w klasie Andrii Balancziwadze (ukończył studia w 1953). Od 1963 roku uczył się kompozycji i instrumentacji w konserwatorium w Tbilisi, gdzie w 1988 roku został profesorem. Zdaniem prof. Eli Dateshidze Bidzina Kwernadze był w latach sześćdziesiątych jednym z bardziej wyróżniających się gruzińskich kompozytorów.

## Nagrody
Wśród jego odznaczeń znajduje się tytuł „Ludowy Artysta” (ZSRR, 1979), Nagroda im. Z. Paliaszwiliego za utwory „Moje Błaganie”, „Stare Gruzińskie Inskrypcje” oraz za wokalno-symfoniczny wiersz (przyznana w 1981). W 1985 zdobył Państwową Nagrodę im. Szoty Rustaweliego za utwór „I to było w ósmym roku”. Ponadto w 1995 roku został Honorowym Obywatelem Tbilisi.

## Wybrane kompozycje

### Dzieła sceniczne[1]
- Choreograficzne Opowieści (dwuaktowy balet, 1964)
- Żony i Mężowie (dwuaktowa operetka, 1970)
- Berikaoba (jednoaktowy balet, 1973)
- I to było w ósmym roku (dwuaktowa opera, 1982)
- Szczęśliwsi niż my (dwuaktowa opera, 1987)

### Dzieła orkiestrowe[1]
- Do świtu (poemat symfoniczny, 1953)
- Koncert nr 1 na fortepian i orkiestrę (1955)
- Koncert na skrzypce i orkiestrę (1956)
- Fantazyjny taniec (1959)
- Symfonia nr 1 (1961)
- Seraphita (część Choreograficznych Opowieści, która może być wykonywana osobno, 1964)
- Koncert nr 2 na fortepian i orkiestrę (1966)
- Oczekiwanie (na orkiestrę smyczkową, 1968)
- Uroczysta Uwertura (1977)
- Symfoniczna Uwertura (1984)
- Symfonia nr 2 na orkiestrę smyczkową (1984)

### Dzieła chóralne[1]
- Nieśmiertelność (kantata, 1971)
- Kantata o Gruzji (na baryton, chór mieszany i orkiestrę, 1971)
- Moje Błaganie (wokalny poemat symfoniczny, 1974, zmieniony w 1977)

### Dzieła wokalne[1]
- Stare Gruzińskie Inskrypcje (na tenor i orkiestrę, 1978)
- Wokalny poemat symfoniczny (na mezzosopran i orkiestrę, 1979)
- Módl się, dziecko (tryptyk na sopran i fortepian, 2001, zmieniony w 2002)

## Ciekawostki
„Taniec-Fantazję” wykonała na swym koncercie 25 stycznia 1972 Orkiestra Symfoniczna Polskiego Radia i Telewizji w Krakowie pod dyrekcją Dżansuga Kachidze.
Muzyka Bidziny Kwernadze została wykorzystana w gruzińskim filmie Drzewo pragnień (1976) w reżyserii Tengiza Abuładze.